# San Bastiaun (Zuoz)

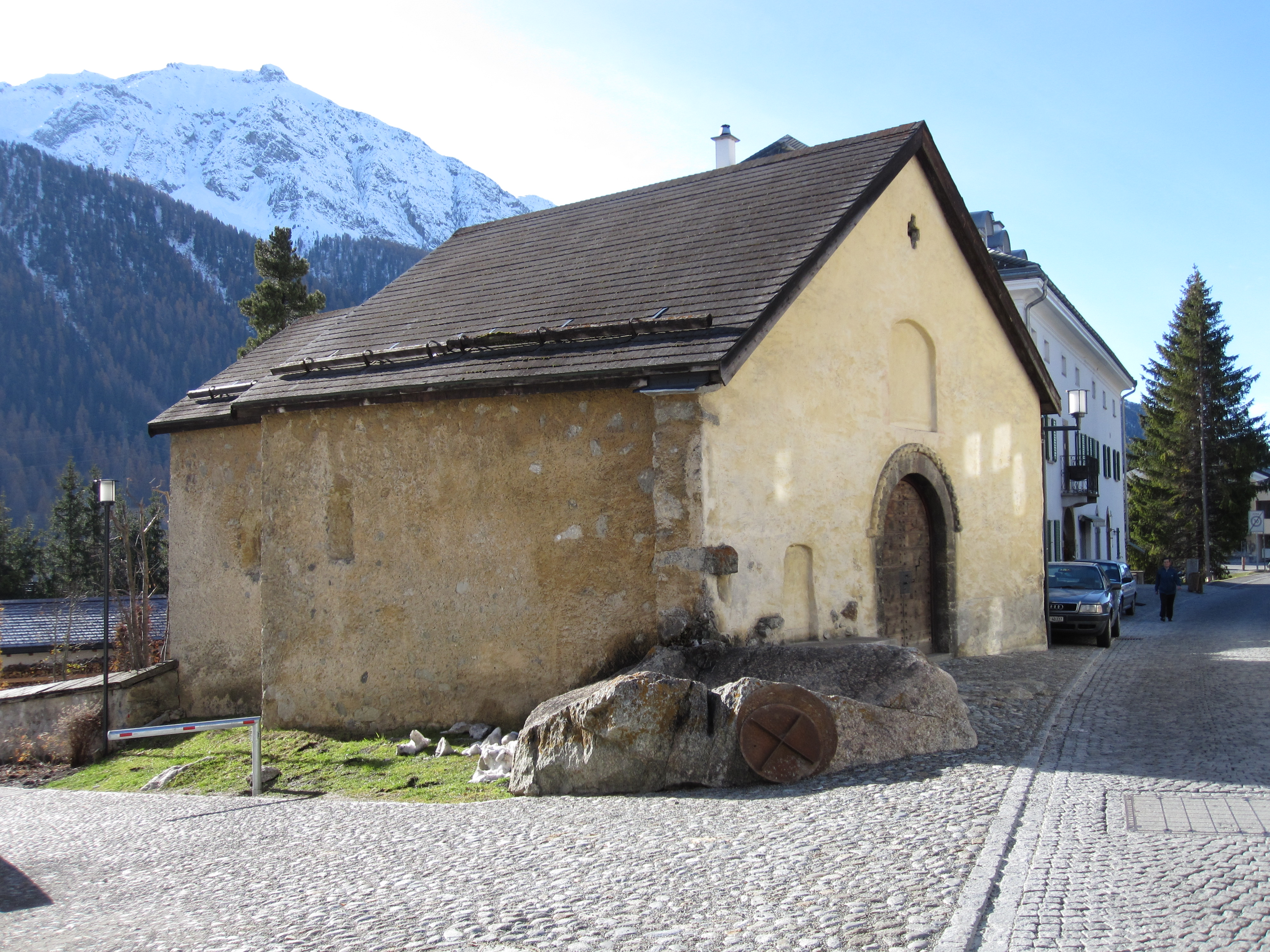
Kapelle San Bastiaun

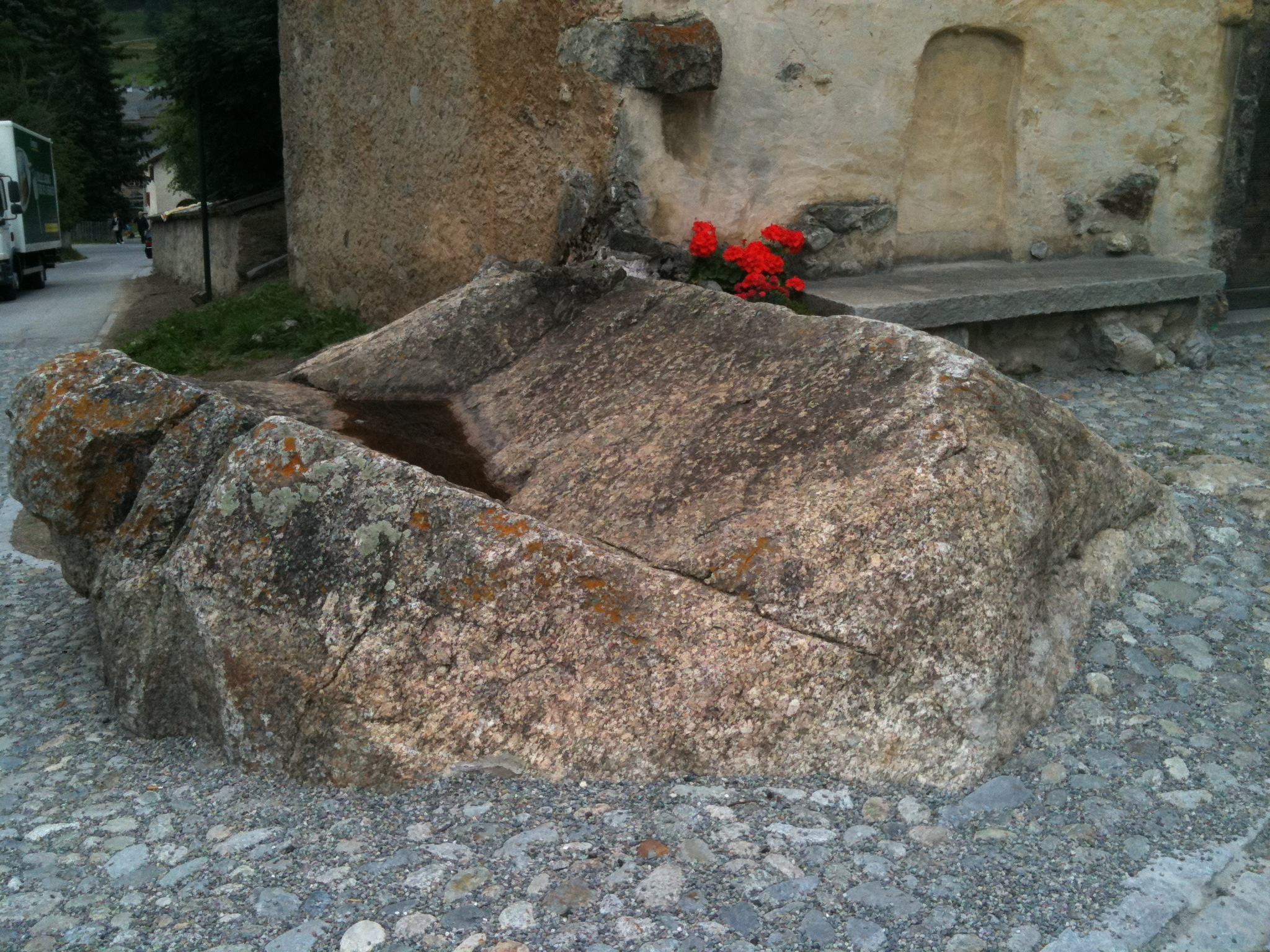
Stein aus heidnischer Zeit vor der Kapelle

Die Kapelle San Bastiaun am südwestlichen Ortsrand von Zuoz im Oberengadin steht unter dem Patrozinium des heiligen Sebastian (auf Puter Bastiaun, ausgesprochen «Baschtiäm» (!) mit Betonung auf dem langen ä) ist ein ehemaliges Gotteshaus im schweizerischen Inventar der Kulturgüter von nationaler Bedeutung (KGS) und unter dem Denkmalschutz des Kantons Graubünden.

## Geschichte
Erbaut wahrscheinlich in der Mitte des 13. Jahrhunderts, möglicherweise aber erst als nachromanische Kapelle in der Mitte des 15. Jahrhunderts. Flachgedecktes quadratisches Schiff und ebenfalls quadratischer Chor mit Kreuzgewölbe. Romanisches oder nachromanisches Rauhwacke Portal mit begleitendem Schachbrettfries. Auf der Nordseite archäologischer Nachweis eines Turmes. Erste urkundliche Erwähnung im Jahr 1472, 1489 wird die Kapelle als Marienkapelle erwähnt. Es gibt Anzeichen dafür, dass die Kapelle noch älter ist. Zumindest muss es einen Vorläuferbau der jetzigen Kirchenbau gegeben haben. Die Kapelle ist direkt auf die Ecke eines vorchristlichen Kult- und Fruchtbarkeitssteins gebaut, welcher wohl als heidnisches Fruchtbarkeitssymbol galt und möglicherweise inkulturiert wurde. Die Dimensionen von Chor und Schiff sind quadratisch geformt und folgen einer aus den Ziffern 3 und 4 zusammengesetzten Zahlensymbolik.
Nach der Annahme der Reformation in Zuoz 1554 unter Gian Travers und Philipp Gallicius wurde San Bastiaun als Gotteshaus aufgegeben und über Jahrhunderte einer profanen Nutzung zugeführt, zuletzt als Weinlager. 1963 durch die politische Gemeinde Zuoz übernommen, archäologisch untersucht und 1964–71 restauriert. Es gilt ein kirchliches Benutzungsrecht.

## Ausstattung
Chor und Chorbogenwand sind durchgehend von spätgotischen Wandgemälden (restauriert 1976–1982) in zwei Schichten ausgefüllt:
- von Südtiroler Malern, um 1450: Im Chorgewölbe Christus in der Mandorla umgeben von den Evangelistensymbolen, zwei Engeln sowie den vier Elementen, an den Seitenwänden die vier Kirchenväter unter reich verzierten Baldachinen, über dem Fenster rechts Heiliger Sebastian (in der Darstellung als entblösster, von Pfeilen durchbohrter Jüngling), in den Fensterleibungen Heilige. An der Chorbogenwand Maria Verkündigung, an der Chorbogenleibung Brustbilder der Apostel.
- von Süddeutschen Malern (Schongauer Schule), um 1480: An der Altarwand Heiliger Sebastian (in der Darstellung als Hauptmann) und Antonius Abt sowie Maria als Halbfigur, von Engeln gekrönt.

Fünf Glasfenster aus dem Jahr 1969 von Gian Casty im Chorraum und im Schiff:
- Chor: Geburt, Kreuzigung und Auferstehung
- Schiff: Gut und Böse

Die hölzerne, farbig gefasst und geschnitzte Figur Madonna mit Kind (um 1450) an der linken Wand des Schiffs stammt aus Privatbesitz in der Surselva und gelangte über Giusep Quinter (Dompfarrer in Chur – gestorben 2007) und die Erbengemeinschaft Brändli als Dauerleihgabe in die Kapelle San Bastiaun. In einer Nische der linken Wand des Schiffs findet sich ein Silberstein (2020) von Stefanie Manthey, Basel.

## Besonderheit
Das Martyrium des hl. Sebastian wurde in der bildenden Kunst bereits im 5. Jahrhundert dargestellt. Typisch ist die Abbildung als Krieger in (häufig zeitgenössischer) Rüstung mit Schild und Schwert. Spätestens seit der Renaissance ist der hl. Sebastian als standhafte Ikone männlicher, adonis-ähnlicher Schönheit zu sehen; später und bis in die Neuzeit auch mit homoerotischen Anspielungen. In der Kapelle San Bastiaun (Zuoz) finden sich, kulturhistorisch ziemlich einmalig, eine Darstellung des hl. Sebastian als Krieger (Schongauer Schule, um 1480) wie auch als pfeildurchbohrter Jüngling (Südtiroler Maler, um 1450).